# Dactyloscopus minutus
Dactyloscopus minutus är en fiskart som beskrevs av Dawson, 1975. Dactyloscopus minutus ingår i släktet Dactyloscopus och familjen Dactyloscopidae. IUCN kategoriserar arten globalt som livskraftig. Inga underarter finns listade i Catalogue of Life.